# Jazid I.
Yazīd ibn Mu‘āwiya ibn Abī Sufyān (arabsko يزيد بن معاوية بن أبي سفيان), znan tudi kot Jazid I. (Yazid I.) (645 - 683) je bil drugi kalif Omajadskega kalifata, ki je vladal od 680. do 683.
Bil je sin Muavije I., prvega dednega kalifa in ustanovitelja dinastije Omajadi. Njegov prihod na oblast je privedel do druge državljanske vojne med muslimani, oziroma do bitke pri Karbali, v kateri je bil ubit Husayn ibn Ali in prišlo je tudi do upora v Hedžasu, ki ga je vodil Abdulah ibn al-Zubejr. Njegova kratka vladavina je zabeležila tudi muslimanske vojaške neuspehe - v Severni Afriki, kjer so arabsko-muslimanske sile utrpele poraze od Bizantincev in Berberov ter osvojeni Rodos in Kreto, ki so ju Bizantinci ponovno zavzeli. Po smrti ga je nasledil sin Muavija II..

## Opombi
1. ↑  Muavija je umrl v mesecu redžebu leta 60 po hidžri. Redžeb se je tisto leto začel 7. aprila 680. Natančen datum smrti se razlikuje glede na vir: 7. april (Ibn al-Kalbiju), 21. april (al-Vakidi) in 29. april (al-Madaini).[1]  Jazid I. je postal kalif nekaj dni po njegovi smrti 7. aprila, medtem ko je Elija iz Nisibisa zapisal, da se je to zgodilo 21. aprila. [2]
2. ↑  Leto njegovega rojstva ni zanesljivo. Primarni viri poročajo, da je bil ob smrti star med 35 in 43 lunarnimi leti. Najzgodnejše poročilo o njegovem rojstvu je 22 AH, kar ustreza letu 642–643, in je najbližje starosti 43 let. Zgodovinarja Henri Lammens in Michael Jan de Goeje oba dajeta prednost temu datumu. Drugo poročilo postavlja njegovo rojstvo v 25 AH, kar ustreza letu 645–646. Starost 35 let bi pomenila, da je bil rojstni dan 29 AH, kar ustreza 649.[3][4]